# Lagfaf
Lagfaf è un comune rurale del Marocco situato 15 km ad est di Khouribga.